# エーリヒ・クラウゼナー

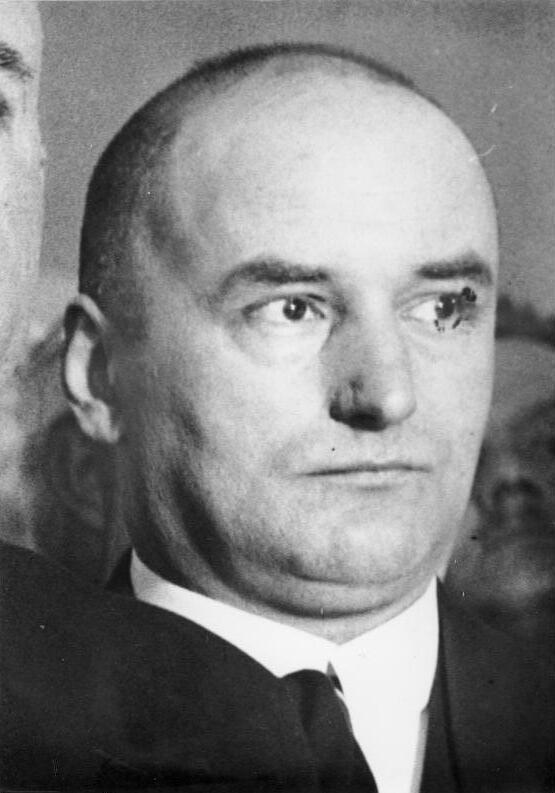
エーリヒ・クラウゼナー

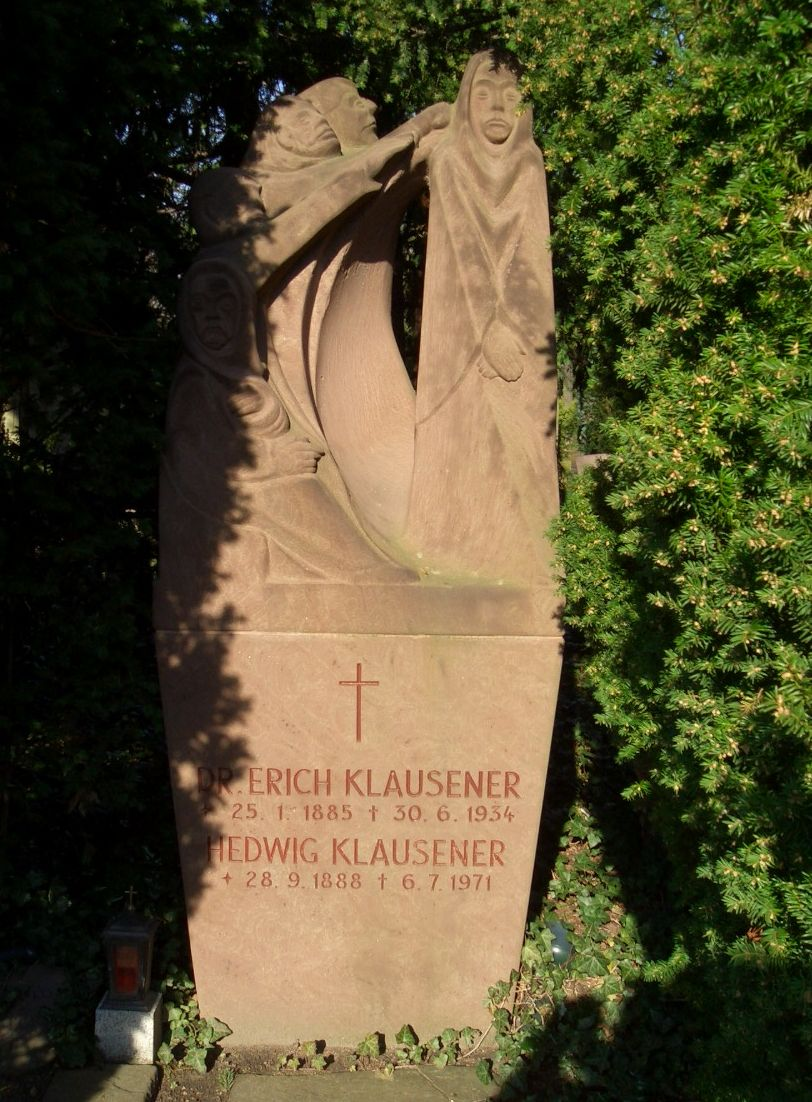
クラウゼナーの記念碑

エーリヒ・クラウゼナー（Erich Klausener、1885年1月25日 – 1934年6月30日）は、ドイツのカトリック政治家。長いナイフの夜の際に粛清された人物の一人。

## 略歴
デュッセルドルフの厳格なカトリックの一家に生まれる。父は公務員で彼もプロイセン王国の通商省で働いた。
第一次世界大戦中にはフランスやベルギー、後に東部戦線で兵站将校をしていた。大戦中の1914年に二級鉄十字章、1917年に一級鉄十字章を叙勲した。
大戦後の1923年から1924年にかけてはフランスがルール地方を占領した際に反対運動に参加。2か月投獄された。
1924年からプロイセン州厚生省に入省。その後、プロイセン州内務省の警察部の責任者となった。
1928年初め、「カトリック行動集団」（Katholische Aktion）の指導者となる。警察が不法な国家社会主義運動を取り締まるよう精力的な支援をした。
1933年にナチス党が政権を掌握した後、プロイセン州内相となったヘルマン・ゲーリングから睨まれ、警察のナチ化に合わせてクラウゼナーもプロイセン州運輸省へ移動させられた。
クラウゼナーは1934年6月17日にフランツ・フォン・パーペンがマールブルク大学で行ったナチス批判演説（マールブルク演説）の起草の中心人物であった。6月24日にもベルリンのホッペガルテン（Hoppegarten）のカトリックの会議でもナチスの弾圧を激しく批判した。
1934年6月30日の長いナイフの夜の際、SD司令官ラインハルト・ハイドリヒは、クルト・ギルディシュ（Kurt Gildisch）親衛隊大尉にクラウゼナーを殺害するよう指令を出した。同日午後一時頃、ギルディシュ大尉はクラウゼナーの運輸省のオフィスへやってくるとその場で彼を射殺した。ギルディシュはクラウゼナーの手の近くに拳銃を置いて自殺に見せかけて去っていった。
第二次世界大戦後、ベルリンに彼の記念碑が建てられた。1963年から彼の遺灰はベルリンのカトリック教会「マリア女王殉教者記念教会」（Katholische Gedenkkirche Maria Regina Martyrum）に移された。